# LINLEY
David Linley & Company Limited, melhor conhecida como LINLEY, é uma companhia manufatureira de mobílias, tapeçarias e produtos de interiores inglesa. Foi fundada em 1985, por David Armstrong-Jones, Visconde Linley (conhecido profissionalmente como David Linley). Sobrinho da Rainha Elizabeth II, David Linley projeta mobílias e acessórios  neoclássicas e de madeiras marcheteadas. Além de madeira, outros materiais muito utilizados são metais, vidros e couros.  
Depois de treinar em Parnham House, uma escola para artesãos em madeira, David montou seu negócio com outros artesãos próximos. Mais tarde, abriu a primeira loja da LINLEY, então situada em New Kings Road. Em 1993, tal loja mudou-se para Pimlico Road, n° 60, uma área renomada de Londres.
No decorrer dos anos, os produtos da Linley ficaram famosos internacionalmente. Entre clientes famosos, estão: Oprah Winfrey, Carolina Herrera, Jo Malone, David Tang e muitos designers excepcionais, tais como Peter Marino, David Easton, Kelly Hoppen, Joanna Wood e Nina Campbell.
A segunda loja da LINLEY foi aberta no outono de 2005, em Albemarle Street, Mayfair.